# Saison 2 de Versailles
 (décembre 2017).
Si vous disposez d'ouvrages ou d'articles de référence ou si vous connaissez des sites web de qualité traitant du thème abordé ici, merci de compléter l'article en donnant les références utiles à sa vérifiabilité et en les liant à la section « Notes et références ».
Chronologie
Saison 1 Saison 3
Cet article présente les dix épisodes de la deuxième saison de la série télévisée Versailles, diffusée du 27 mars 2017 au 24 avril 2017 sur Canal+.

## Distribution

### Acteurs principaux
- George Blagden (VF : Franck Lorrain) : Le Roi Louis XIV
- Alexander Vlahos (VF : Anatole de Bodinat) : Monsieur Philippe d'Orléans
- Tygh Runyan (VF : Frédéric Popovic) : Fabien Marchal
- Stuart Bowman (VF : Michel Dodane) : Alexandre Bontemps
- Anna Brewster (VF : Marie Diot) : Madame de Montespan
- Suzanne Clément : Madame Agathe
- Evan Williams (VF : Thomas Roditi) : Philippe de Lorraine
- Elisa Lasowski : Marie-Thérèse d'Autriche
- Jessica Clark : Princesse Palatine
- Maddison Jaizani (VF : Leslie Lipkins) : Sophie/Mademoiselle de Clermont
- Pip Torrens (VF : Patrick Osmond) : Cassel
- Harry Hadden-Paton : Gaston de Foix

### Acteurs récurrents
- Lizzie Brocheré : Claudine, médecin du roi
- Steve Cumyn : (VF : Patrice Dozier) : Jean-Baptiste Colbert
- Gilly Gilchrist (VF : Jean-Louis Faure) : Jacques
- Geoffrey Bateman (VF : Achille Orsoni) : Jacques-Bénigne Bossuet
- Greta Scacchi : Madeleine de Foix
- Thierry Harcourt : André Le Nôtre
- Anatole Taubman (VF : Serge Faliu) : Montcourt
- Alexis Michalik : Louis de Rohan
- James Clack Walker  : Le Dauphin
- George Webster (en) : Guillaume III d'Orange-Nassau
- Mark Rendall (VF : Julien Allouf) : Thomas Beaumont
- Sabrina Bartlett (VF : Youna Noiret) : Mathilde
- Ned Dennehy (VF : Michel Voletti) : Père Etienne
- Calum MacPherson (VF : Frédéric Souterelle) : Big Fella
- Nathan Willcocks : François-Henri de Montmorency

### Invités
- Catherine Walker (VF : Christine Braconnier) : Madame de Maintenon
- Noémie Schmidt (VF : Noémie Schmidt) : Henriette d'Angleterre

- Doublage français
Direction artistique : Laurent Dattas
Adaptation : Igor Conroux et Philippe Sarrazin

## Liste des épisodes

### Épisode 1:Labyrinthe
- France : 27 mars 2017 sur Canal+

### Épisode 2:Un murmure doux et léger
- France : 27 mars 2017 sur Canal+

### Épisode 3:Quis custodiet ipsos custodes?
- France : 3 avril 2017 sur Canal+

### Épisode 4:Miasme
- France : 3 avril 2017 sur Canal+

### Épisode 5:Guerre et Paix
- France : 10 avril 2017 sur Canal+

### Épisode 6:Les Sables du temps
- France : 10 avril 2017 sur Canal+

### Épisode 7:Une nuit
- France : 17 avril 2017 sur Canal+

### Épisode 8:Le Nouveau Régime
- France : 17 avril 2017 sur Canal+

### Épisode 9:Sept Ombres
- France : 24 avril 2017 sur Canal+

### Épisode 10:De pierres et de sang
- France : 24 avril 2017 sur Canal+